# 林万青
林 万青（りん ばんせい、Lin Wanqing、? ‐ 1858年）は、清末の紅銭会の乱の指導者。
福建省永春出身。武生であったが、天地会の一派の紅銭会に加入した。1853年、黄徳美率いる小刀会が海澄で蜂起すると、林万青も紅銭会を率いて蜂起し、永春・徳化・大田・竜渓・永福・仙游などを占領した。その後小刀会が廈門で敗北すると撤退を余儀なくされたが、太平天国と連絡をとり、1855年に太平天国が江西省に進出すると、林万青は太平天国の職を授かって、福建省西部で太平天国を迎え入れる準備を整えた。1857年、太平天国軍が江西省から福建省に入ると、会党を集めて呼応し福建省西部を席巻した。しかし太平天国軍が江西省で危機を迎えて撤退すると、林万青も占領地を放棄して山岳地帯に撤退した。1858年、楊輔清率いる太平天国軍が再び福建省に入ると、またもや林万青はこれに呼応したが、同年戦死した。